# Іраккамам
Іраккамам — містечко у підрозділі окружного секретаріату Ерагама, округ Ампара, Східна провінція. На території міста розташований завод з виготовлення плитки. Після 1985 року відбулося значне зростання освіти, культури, бізнесу та інших галузей.[джерело?]